# فيكتوري (فيرمونت)
فيكتوري (بالإنجليزية: Victory, Vermont)‏ هي بلدة تقع في مقاطعة إسيكس (فيرمونت) بولاية فيرمونت في الولايات المتحدة. تبلغ مساحتها 111.4 (كم²)، وترتفع عن سطح البحر 380 م، بلغ عدد سكانها 62 نسمة في عام 2010 حسب إحصاء مكتب تعداد الولايات المتحدة .

## وصلات خارجية
- The US50 - Cities and Towns in Vermont State
- Vermont Cities and Towns, Facts, Map, Flag, Colleges, Government, and More